# Olivenza

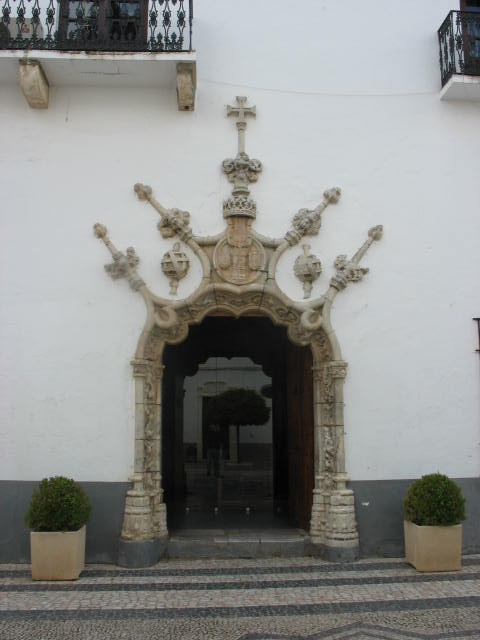
Cửa Manueline của tòa thị chính Olivenza

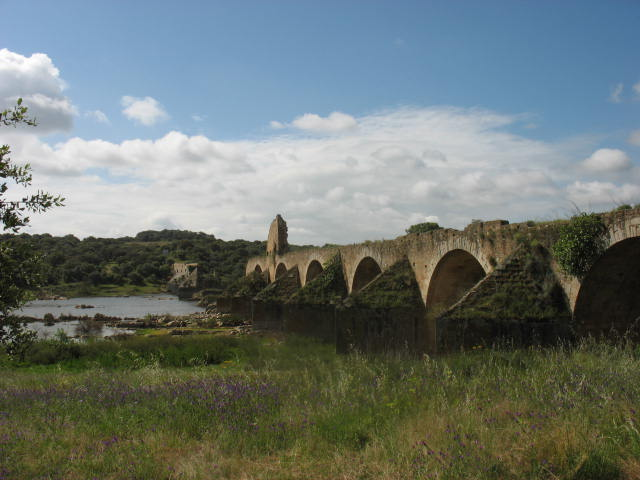
Phế tích cầu Ajuda thế kỷ 16 qua sông Guadiana, ở con đường cổ giữa Elvas và Olivenza

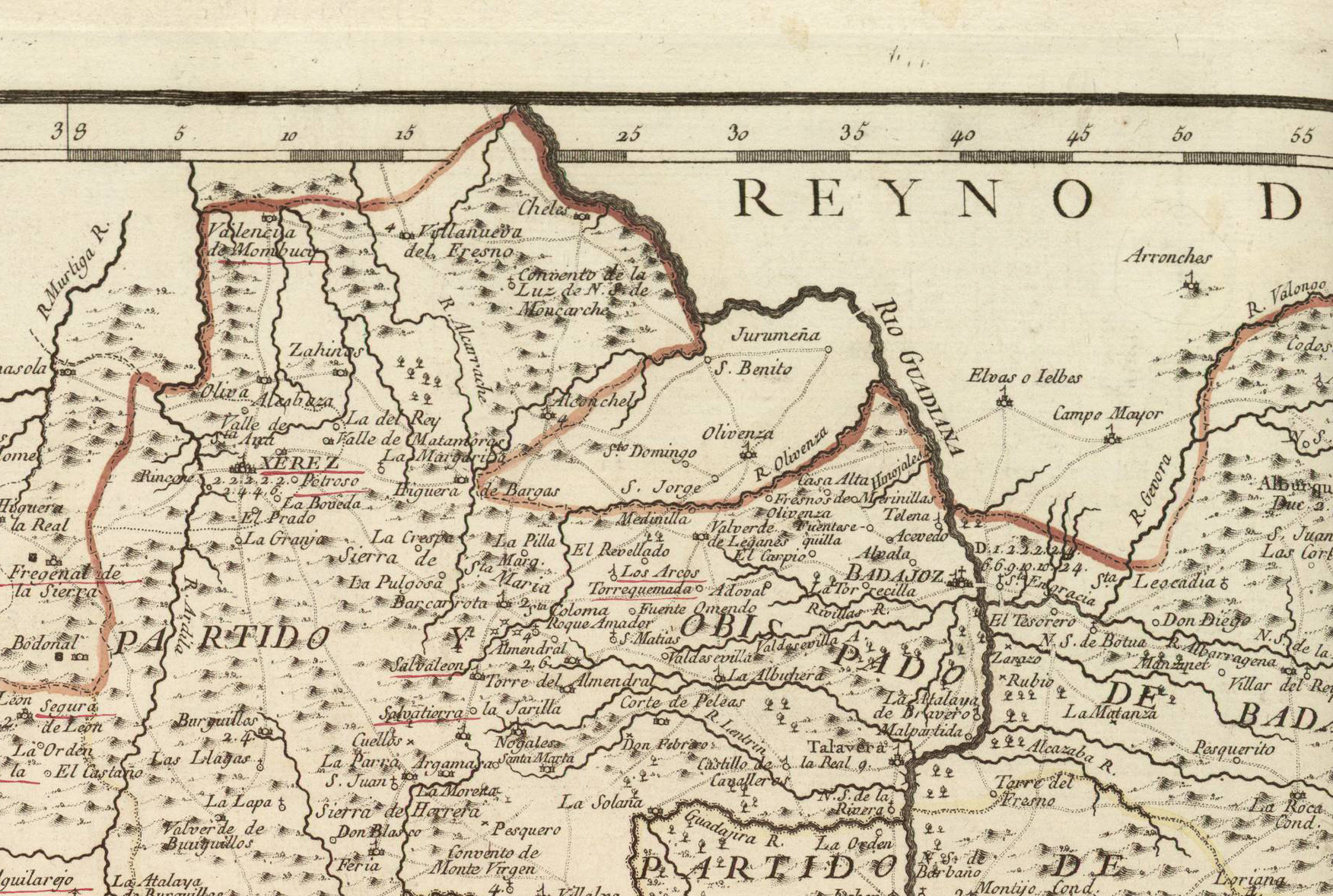
Một phần bản đồ thế kỷ 18 của Tây Ban Nha, cho thấy Olivenza thuộc Bồ Đào Nha

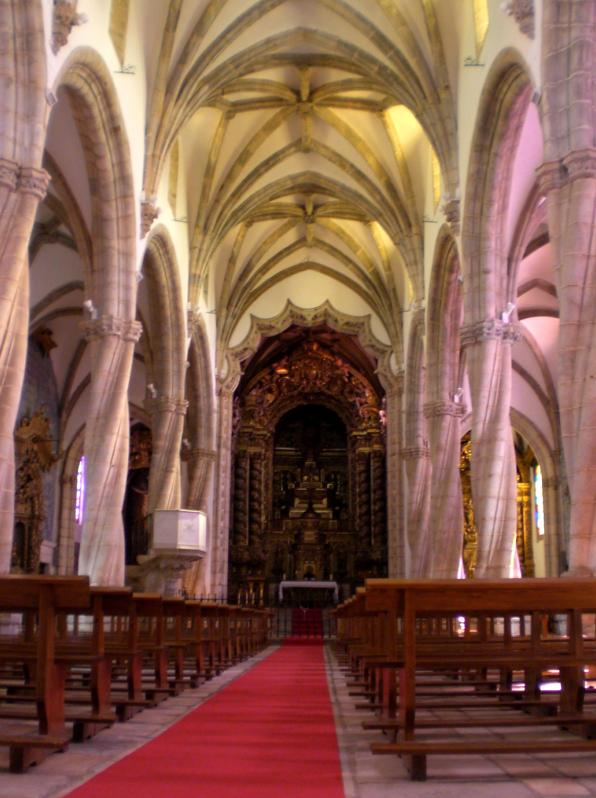
Bên trong phong cách kiến trúc Gothic Bồ Đào Nha của nhà thờ Santa Maria Madalena

Olivenza (tiếng Tây Ban Nha) hay Olivença (tiếng Bồ Đào Nha) là một đô thị, ở vùng biên giới đang tranh cãi giữa Tây Ban Nha và Bồ Đào Nha, cả hai quốc gia gọi là de jure và quản lý kiểu de facto thuộc Cộng đồng tự trị của Extremadura, Tây Ban Nha. 
Là Olivença, thị xã thuộc chủ quyền, quyền chủ quyền Bồ Đào Nha từ năm 1297 (Hiệp ước Alcañices) đến năm 1801 khi nó đã được nhượng cho Tây Ban Nha theo Hiệp ước Badajoz. Tây Ban Nha kể từ đó đã quản lý lãnh thổ (nay tách thành hai thành phố, Olivenza và Táliga), trong khi Bồ Đào Nha gọi tự thu hồi Hiệp ước của Badajoz, cộng với Hiệp ước Vienna năm 1815, để tuyên bố sự trở lại của lãnh thổ. Mặc dù có tranh chấp lãnh thổ giữa Bồ Đào Nha và Tây Ban Nha, vấn đề đã không được một vấn đề nhạy cảm trong quan hệ giữa hai quốc gia này. Olivenza và các đô thị láng giềng Tây Ban Nha (La Codosera, Alburquerque và Badajoz) và Bồ Đào Nha (Arronches, Campo Maior, Estremoz, Portalegre và Elvas) đã đạt được một thỏa thuận vào năm 2008 để tạo ra một euroregion.